# La nostra vita (film)
(Verso della canzone Anima fragile di Vasco Rossi cantata dai protagonisti)
La nostra vita è un film del 2010 diretto da Daniele Luchetti. Presentato al 63º Festival di Cannes come unico film italiano in concorso, il film si è aggiudicato il premio per la miglior interpretazione maschile andato ad Elio Germano, che ha vinto ex aequo con Javier Bardem per il film Biutiful.

## Trama
Claudio è un operaio edile, che vive alla periferia di Roma con l'amata moglie Elena e i loro due figli. Con lei ha costruito un solido rapporto fatto di complicità, con cui affrontano le piccole e grandi quotidianità, cercando di arrivare alla fine del mese e di dare un futuro dignitoso ai figli. Claudio nei cantieri ha il compito di controllare il lavoro dei muratori, che per la maggior parte sono clandestini e lavorano in nero. Un giorno casualmente scopre il corpo senza vita di un romeno caduto accidentalmente nella tromba dell'ascensore lasciata senza protezione. Claudio non denuncia l'incidente per non bloccare i lavori e il corpo del romeno viene sepolto nel cemento. In seguito, la moglie muore per complicazioni post-parto, dopo aver dato alla luce il terzo figlio.
Rimasto solo con i figli, Claudio riesce ad affrontare un così grande dolore, ma per una sorta di risarcimento per quello che la vita gli ha strappato, vuole dare ai figli amore e attenzioni fatte di beni materiali. Per guadagnare velocemente più denaro riesce a ottenere un subappalto per la costruzione di una palazzina ricattando l'imprenditore che non ha denunciato la morte del romeno ma si ritroverà in una situazione più grande di lui, invischiato in affari poco leciti, con al centro lo sfruttamento degli operai extracomunitari. Nonostante l'aiuto dell'amico spacciatore Ari, Claudio rischia il fallimento che riuscirà a evitare con il sostegno delle persone che gli vogliono bene, come la sorella Liliana e il fratello Piero. Grazie ai valori della famiglia, Claudio potrà ricominciare da capo. Vittima e assieme colpevole della società in cui vive, forse ha capito che «non tutto s'aggiusta con il denaro», come gli dice il figlio dell'operaio morto.

## Recensioni
È un film duro, durissimo, questo di Luchetti. Sembrano passati secoli da La scuola, agrodolce affresco dagli appunti autobiografici di Domenico Starnone, uscito nel 1995. Dopo il breve idillio iniziale, arriva la brusca virata verso un cinema che ha il sapore del primo Ken Loach (Riff Raff - Meglio perderli che trovarli e i suoi muratori arrabbiati, per intenderci), o addirittura ascendenze verghiane nella smania del protagonista per la "roba" dei nostri tempi, i soldi, e nella condanna allo smacco del suo tentativo di fare il salto, di "progredire" avrebbe detto il catanese.
Eppure c'è anche un'idea tutta nuova del regista e degli sceneggiatori (lo stesso Luchetti e l'inossidabile coppia di tanti successi Rulli-Petraglia), cioè quella del rimedio, del riparare alla perdita dell'affetto più grande, irreparabile, con l'unica panacea che i nostri tempi ammanniscano per ogni forma di dolore e carenza, vuoto e necessità, cioè il denaro. E gli oggetti che con esso è possibile possedere. Assunto piuttosto semplicistico e un po' trito, ma che nella sceneggiatura e, soprattutto, nell'interpretazione di Germano risulta decisamente convincente.
Ci si potrebbe interrogare sul lieto fine, ammesso che sia davvero tale. In realtà si tratta di una ripartenza. Forse Claudio metabolizza in maniera un po' troppo didascalica il messaggio, a maggior ragione visto che ad aiutarlo a capire è Andrej, il figlio del muratore morto sul lavoro. In ogni caso le ultime sequenze con i figli, sul balcone e nel lettone, sono emotivamente, e quindi anche cinematograficamente, efficacissime.
- Lietta Tornabuoni su L'Espresso: «Parabola moralistica per un bel film caldo, affettuoso, di un realismo di grande naturalezza. La giovane famiglia di un operaio edile romano viene travolta dal dolore per la morte di parto della moglie ragazza; come per vendicarsi della sfortuna e della pena, lui si concentra sui soldi e sulle cose, si vuole piccolo imprenditore, non riesce; si indebita, fallisce, mentre le sue disavventure esemplificano rapporti e illegalità del settore; rinuncia e ritrova una serenità. Nulla di straordinario, ma tutto il film (l'unico a rappresentare l'Italia in concorso al Festival di Cannes) ha una vitalità e una schiettezza rare, commoventi.»
- Gian Luigi Rondi su Il Tempo: «Ancora famiglie per Daniele Luchetti. Secondo una voga, del resto, ormai abbastanza diffusa nel cinema italiano. Questa volta, però, a differenza di Mio fratello è figlio unico che si riferiva al passato, o comunque agli anni roventi del dopo '68, con uno sguardo decisamente rivolto al presente, anzi all'attualità di questi nostri anni così contraddittori e turbati. Eppure si comincia con un idillio; Claudio ed Elena, giovani sposi con due figli piccoli, che si amano teneramente. Con un solo problema, la scarsità di denaro perché lui lavora in una impresa edile dove, nonostante un gestore corrotto, non cede un solo momento alle lusinghe di comportamenti disonesti e redditizi.»[4]

## Produzione
Il film è stato girato principalmente a Ostia, a Porta di Roma ed a Ponte di Nona.

## Distribuzione
Il film è stato presentato in anteprima al Festival di Cannes il 14 maggio 2010 e distribuito nelle sale cinematografiche il successivo 21 maggio.

## Riconoscimenti
- 2011 - David di Donatello
  - Miglior regia a Daniele Luchetti
  - Miglior attore protagonista a Elio Germano
  - Miglior sonoro a Bruno Pupparo
  - Candidatura Miglior film a Daniele Luchetti, Riccardo Tozzi, Marco Chimenz, Giovanni Stabilini e Fabio Conversi
  - Candidatura Migliore sceneggiatura a Sandro Petraglia, Stefano Rulli e Daniele Luchetti
  - Candidatura Migliore attrice protagonista a Isabella Ragonese
  - Candidatura Miglior attore non protagonista a Raoul Bova
  - Candidatura Miglior montaggio a Mirco Garrone
- 2010 - Festival di Cannes
  - Migliore interpretazione maschile a Elio Germano (ex aequo con Javier Bardem per Biutiful)
  - Candidatura Palma d'oro a Daniele Luchetti
- 2011 - Globi d'oro
  - Candidatura Miglior attore a Elio Germano
- 2010 - Nastro d'argento
  - Miglior attore protagonista a Elio Germano
  - Miglior attore non protagonista a Luca Zingaretti
  - Miglior attrice non protagonista a Isabella Ragonese
  - Miglior sonoro in presa diretta a Bruno Pupparo
  - Candidatura Regista del miglior film a Daniele Luchetti
  - Candidatura Miglior produttore a Cattleya e Rai Cinema
  - Candidatura Migliore sceneggiatura a Sandro Petraglia, Stefano Rulli e Daniele Luchetti
  - Candidatura Migliore fotografia a Claudio Collepiccolo
  - Candidatura Migliore montaggio a Mirco Garrone
  - Candidatura Migliore colonna sonora a Franco Piersanti
- 2010 - European Film Awards
  - Candidatura Miglior attore a Elio Germano
- 2011 - BIF&ST
  - Premio Vittorio Gassman a Elio Germano.[5]